# Anna Maslovskaya
Anna Maslovskaya (russo: Анна Масловская) (6 de janeiro de 1920 – Moscou, 11 de novembro de 1980) era uma partisans soviética na RSS da Bielo-Rússia durante a ocupação alemã na Segunda Guerra Mundial. Ela recebeu o título de Herói da União Soviética em 15 de agosto de 1945, por decreto do Soviete Supremo, por suas atividades de resistência.